# Feuervergoldung

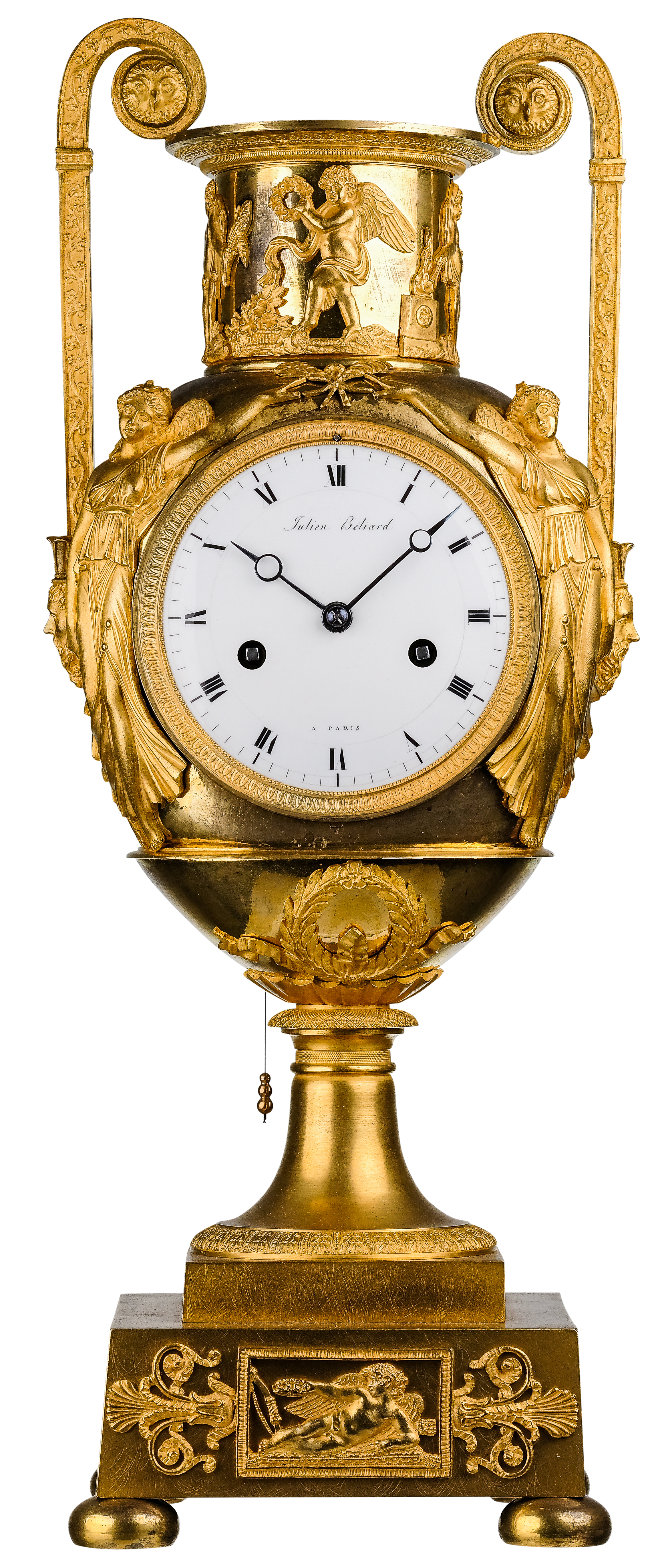
Französische Pendeluhr mit Feuervergoldung (um 1800) des in Paris ansässig gewesenen Meisteruhrmachers (maître horloger) Julien Béliard.

Die Feuervergoldung ist eine schon seit der Antike durchgeführte, bis ins 19. Jahrhundert die wichtigste und somit die älteste bekannte Metallvergoldungstechnik. Die erste bekannte Erwähnung findet sich in der Naturalis historia (Naturgeschichte) von Plinius.
Viele historische Feuervergoldungen, auch aus der Antike, sind noch recht gut erhalten. Demnach stellt die Feuervergoldung eine sehr haltbare Vergoldung dar.
Den unvergleichlichen weichen und edlen Glanz bekommen feuervergoldete Stücke erst durch die aufwendige Handpolitur mit Poliersteinen, wodurch mikroskopische Unebenheiten der Metalloberfläche geglättet werden.
Vor allem Gegenstände aus Silber, Kupfer, Messing und Bronze wurden über die Jahrhunderte feuervergoldet. Eine der bekanntesten deutschen, ehemals feuervergoldeten Statuen ist der „Goldene Reiter“ in Dresden, der August den Starken darstellt und 1736 enthüllt wurde.

## Verarbeitung
Bei der Feuervergoldung wird ein Goldamalgam verwendet. Diese Technik, einen Goldüberzug speziell auf Bronze aufzutragen, wird auch als Ormolu bezeichnet (aus dem Französischen or moulu, grundiertes Gold), im Französischen als bronze doré, im Englischen als gilt bronze. Sie wurde im 18. Jahrhundert vielfach für die Vergoldung von Standuhren und Plastiken benutzt (in der Entwicklung der Technik taten sich besonders Jacques Caffieri in Frankreich und Matthew Boulton in England hervor), geschah in geschlossenen Öfen, in denen das Quecksilber verdampfte, führte aber bei den Handwerkern zu schweren Gesundheitsschäden, so dass sie in Frankreich um 1830 verboten wurde.
Das Goldamalgam wurde unter anderem hergestellt, indem das Gold in Form von papierdünn gewalzter Folie bei geringer Hitze oder einfach durch Verreiben in einem Überschuss (sechs- bis achtfache Menge) Quecksilber gelöst wurde. Die entstehende Amalgamlegierung ist bei Raumtemperatur eine homogene teigartige Masse und wird unter Wasser aufbewahrt; bereits bei der Amalgamierung entstehen Quecksilberdämpfe.
Nun wird die zu vergoldende Metalloberfläche entfettet und verquickt, das heißt, in Quickwasser getaucht. Dazu stellt man eine Lösung aus Quecksilber in verdünnter Salpetersäure her. Auf die so vorbereitete Ware lässt sich nun (z. B. mit einer Messingbürste) das Amalgam aufstreichen.
Der amalgamierte Gegenstand wird über einem schwach glühenden Holzkohlefeuer abgeraucht, während man das Amalgam verteilt und glättet. Traditionell wurde dazu eine Hasenpfote (der getrocknete Hinterlauf eines Hasen) verwendet. Beim Erwärmen verdampft der größte Teil des Quecksilbers, und das Gold bleibt auf der Oberfläche zurück. Durch Diffusion eines Teils des Goldes in das Grundmetall verbindet sich die Goldschicht fest mit demselbigen. Die Oberfläche ist anschließend wegen ihrer Rauheit nicht goldglänzend, sondern mattgelb. Mit Poliersteinen (Achat oder Hämatit) lässt sich die Oberfläche glätten und zum Glänzen bringen.
Weil die bei der Feuervergoldung aufsteigenden Quecksilberdämpfe hochgradig gesundheitsgefährdend sind, wurde das Verfahren seit der zweiten Hälfte des 19. Jahrhunderts weitgehend durch die galvanische Vergoldung ersetzt. Heute gibt es wieder einige Kleinbetriebe, die unter Einsatz moderner Umwelttechnik und Einhaltung strenger Vorschriften für Museen, Kirchen und auch immer mehr für den Kunst- und Luxusmarkt mittels Feuervergoldung restaurieren und edle Stücke neu anfertigen.
Kenner identifizieren anhand des Aussehens die Art der Vergoldung: Beim galvanischen Verfahren wird die Goldschicht an allen Stellen nahezu gleich dick, tendenziell an Ecken und Kanten ein wenig stärker. Beim Feuervergolden wird durch das Verstreichen des Amalgams die Goldschicht in Vertiefungen etwas dicker. Dies führt zu einem charakteristischen Unterschied im Glanz, insbesondere bei feinen Ornamenten.